# Vinbärssläktet
Vinbärssläktet eller ripsar (Ribes) är det enda släktet i familjen ripsväxter. Det finns cirka 160 arter i den monotypiska familjen. De flesta arterna förekommer i kalla och tempererade områden på norra halvklotet. Några få arter är epifytiska, men de flesta är markväxande. Släktet innehåller kända arter som krusbär (R. uva-crispa), måbär (R. alpinum) och svarta vinbär (R. nigrum). Röda vinbär är ett samlingsnamn för flera olika arter och hybrider.
Arterna i släktet är buskar, eller sällan små träd, som kan vara lövfällande eller städsegröna. Grenarna har ibland taggar och borst. Bladen är strödda, skaftade hela, eller mer vanligt, handflikiga. Blomställningen är en klase, mer sällan en kvast eller flock, och bär få till många blommor. Blommorna är tvåkönade, eller enkönade tvåbyggare. Fodret har fyra till fem, relativt stora kronbladlika flikar. Kronbladen är (0-) 4-5 ofta mindre än foderflikarna och sitter mellan dem. Ståndarna är 4-5. Fruktämnet är undersittande. Pistillen är till hälften tvådelad, sällan hel. Frukten är ett köttigt bär med kvarsittande foder i toppen. Fröna är många.

## Användning
Flera arter odlas, i trädgårdar och även i större skala ända upp i norra Norrland, för sina ätliga bär, bland andra, krusbär (R. uva-crispa), röda vinbär (R. rubrum) och svarta vinbär (R. nigrum). Bären som innehåller A- och C-vitamin, särskilt rikligt hos svarta vinbär, används till saft och gelé. Bladen av svarta vinbär har en karakteristisk lukt från små gula körtlar på undersidan och används ofta vid inläggning av gurkor.

## Bildgalleri

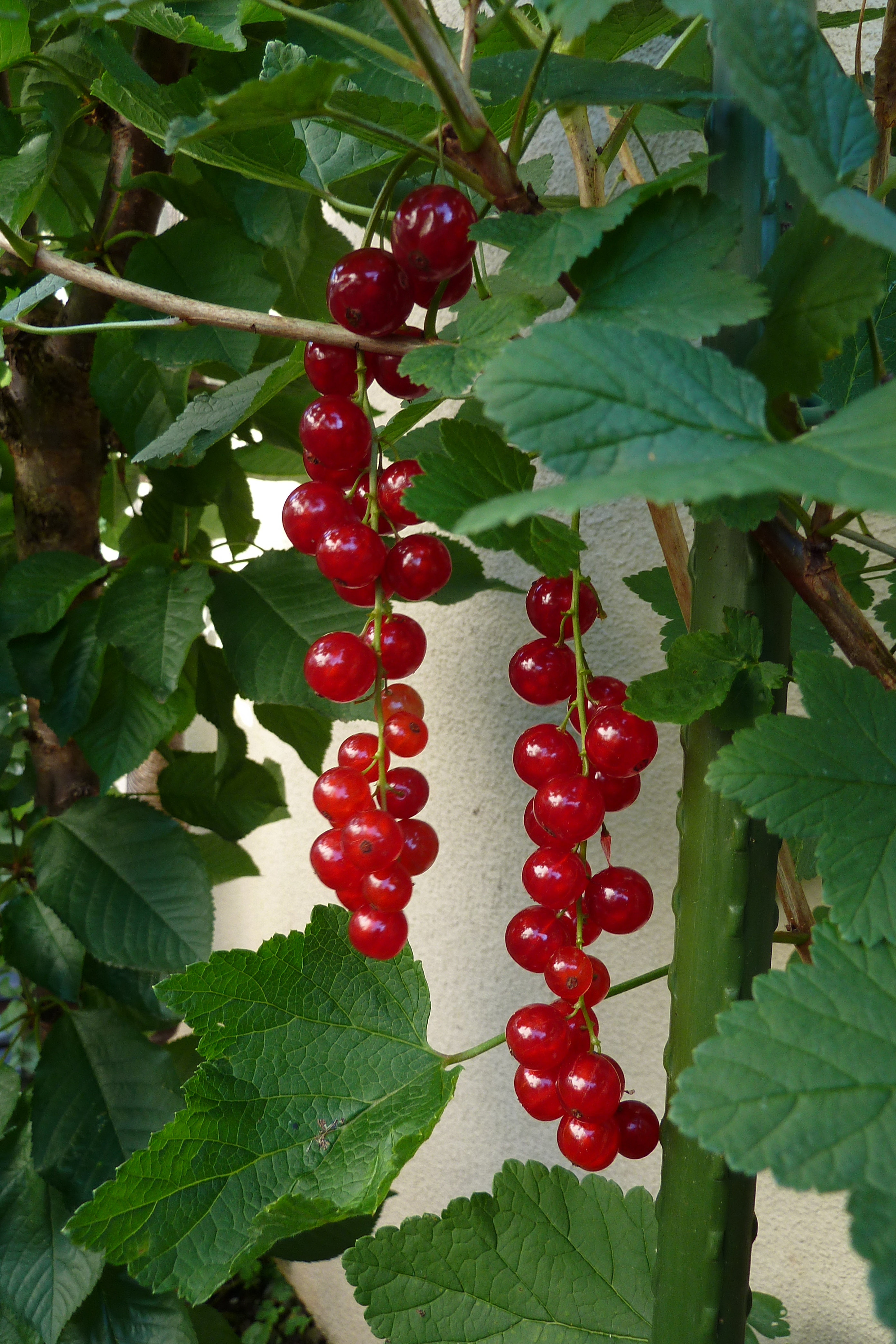

## Dottertaxa till Vinbärssläktet, i alfabetisk ordning[1]
- Ribes acerifolium
- Ribes achurjanii
- Ribes aciculare
- Ribes affine
- Ribes albifolium
- Ribes alpestre
- Ribes alpinum
- Ribes altamirani
- Ribes altissimum
- Ribes amarum
- Ribes amazonica
- Ribes ambiguum
- Ribes americanum
- Ribes anatolicum
- Ribes andicola
- Ribes armenum
- Ribes aureum
- Ribes austroecuadorense
- Ribes bicolor
- Ribes binominatum
- Ribes bogotanum
- Ribes bolivianum
- Ribes brachybotrys
- Ribes bracteosum
- Ribes brandegeei
- Ribes burejense
- Ribes caldasiensis
- Ribes californicum
- Ribes canescens
- Ribes canthariforme
- Ribes catamarcanum
- Ribes cereum
- Ribes ceriferum
- Ribes chachapoyense
- Ribes chihuahuense
- Ribes ciliatum
- Ribes colandina
- Ribes columbianum
- Ribes contumazensis
- Ribes costaricensis
- Ribes cruentum
- Ribes cucullatum
- Ribes cuneifolium
- Ribes curvatum
- Ribes cynosbati
- Ribes davidii
- Ribes densiflorum
- Ribes diacanthum
- Ribes dikuscha
- Ribes divaricatum
- Ribes dugesii
- Ribes echinellum
- Ribes ecuadorense
- Ribes elegans
- Ribes erectum
- Ribes erythrocarpum
- Ribes fargesii
- Ribes fasciculatum
- Ribes fedtschenkoi
- Ribes fontaneum
- Ribes formosanum
- Ribes fragrans
- Ribes franchetii
- Ribes frankei
- Ribes fuyunense
- Ribes giraldii
- Ribes glabellum
- Ribes glabricalycinum
- Ribes glabrifolium
- Ribes glaciale
- Ribes glandulosum
- Ribes grande
- Ribes grandisepalum
- Ribes graveolens
- Ribes griffithii
- Ribes henryi
- Ribes heterotrichum
- Ribes himalense
- Ribes hirtellum
- Ribes hirtum
- Ribes horridum
- Ribes huancabambense
- Ribes hudsonianum
- Ribes humile
- Ribes hunanense
- Ribes incarnatum
- Ribes incertum
- Ribes indecorum
- Ribes inerme
- Ribes integrifolium
- Ribes janczewskii
- Ribes japonicum
- Ribes khorasanicum
- Ribes kialanum
- Ribes komarovii
- Ribes kunthii
- Ribes laciniatum
- Ribes lacustre
- Ribes lasianthum
- Ribes latifolium
- Ribes laurifolium
- Ribes laxiflorum
- Ribes lehmannii
- Ribes leptanthum
- Ribes leptostachyum
- Ribes lobbii
- Ribes longiracemosum
- Ribes luridum
- Ribes luteynii
- Ribes macrobotrys
- Ribes macrostachyum
- Ribes madrense
- Ribes magellanicum
- Ribes malvaceum
- Ribes malvifolium
- Ribes mandshuricum
- Ribes marshallii
- Ribes maximoviczianum
- Ribes maximowiczii
- Ribes mediatum
- Ribes melananthum
- Ribes menziesii
- Ribes mescalerium
- Ribes meyeri
- Ribes microphyllum
- Ribes missouriense
- Ribes montigenum
- Ribes moupinense
- Ribes multiflorum
- Ribes nanophyllum
- Ribes nelsonii
- Ribes nevadense
- Ribes nigrum
- Ribes niveum
- Ribes oligocarpa
- Ribes orientale
- Ribes orizabae
- Ribes ovalifolium
- Ribes oxyacanthoides
- Ribes pachyadenium
- Ribes palczewskii
- Ribes pallidiflorum
- Ribes parvifolium
- Ribes paui
- Ribes pentlandii
- Ribes petraeum
- Ribes pinetorum
- Ribes polyanthes
- Ribes pringlei
- Ribes procumbens
- Ribes pseudofasciculatum
- Ribes pulchellum
- Ribes punctatum
- Ribes quercetorum
- Ribes roezlii
- Ribes rotundifolium
- Ribes rubrisepalum
- Ribes rubrum
- Ribes rugosum
- Ribes ruizii
- Ribes sachalinense
- Ribes sanchezii
- Ribes sandalioticum
- Ribes sanguineum
- Ribes sardoum
- Ribes saxatile
- Ribes sericeum
- Ribes setchuense
- Ribes sinanense
- Ribes soulieanum
- Ribes speciosum
- Ribes spicatum
- Ribes steinbachiorum
- Ribes stenocarpum
- Ribes takare
- Ribes tenue
- Ribes thacherianum
- Ribes tianquanense
- Ribes tolimense
- Ribes tortuosum
- Ribes trilobum
- Ribes triste
- Ribes tularense
- Ribes tumerec
- Ribes turbinatum
- Ribes ussuriense
- Ribes uva-crispa
- Ribes valdivianum
- Ribes varoi
- Ribes watsonianum
- Ribes weberbaueri
- Ribes velutinum
- Ribes viburnifolium
- Ribes victoris
- Ribes villosum
- Ribes vilmorinii
- Ribes viridiflorum
- Ribes viscosissimum
- Ribes viscosum
- Ribes wolfii
- Ribes xizangense